# Distretto di Beni Boussaid
Il distretto di Beni Boussaid è un distretto della provincia di Tlemcen, in Algeria.

## Comuni
Il distretto di Beni Boussaid comprende 2 comuni:
- Beni Boussaid
- Sidi Medjahed